# 东方卫报
《东方卫报》是隶属于南京日报报业集团下属的一份报纸，为中國江苏南京報紙之一。
该报前身为1992年创刊的南京公安报，2001年改为现名。南京日报报业集团和南京地铁总公司联手，于2006年5月15日再度改版，成为南京地铁第一份免费报纸。日發行量超過30万份。
该报可在南京地铁各站台口免费取阅。在市面上的零售价为0.5元，但如果使用金陵通卡则只需0.4元。该报每日凌晨出版，版面4开。
2020年5月29日，该报在头版发布公告，宣布自当年6月1日起停止出版发行。

## 外部連結
- 东方卫报（页面存档备份，存于）